# العدالة التوزيعية

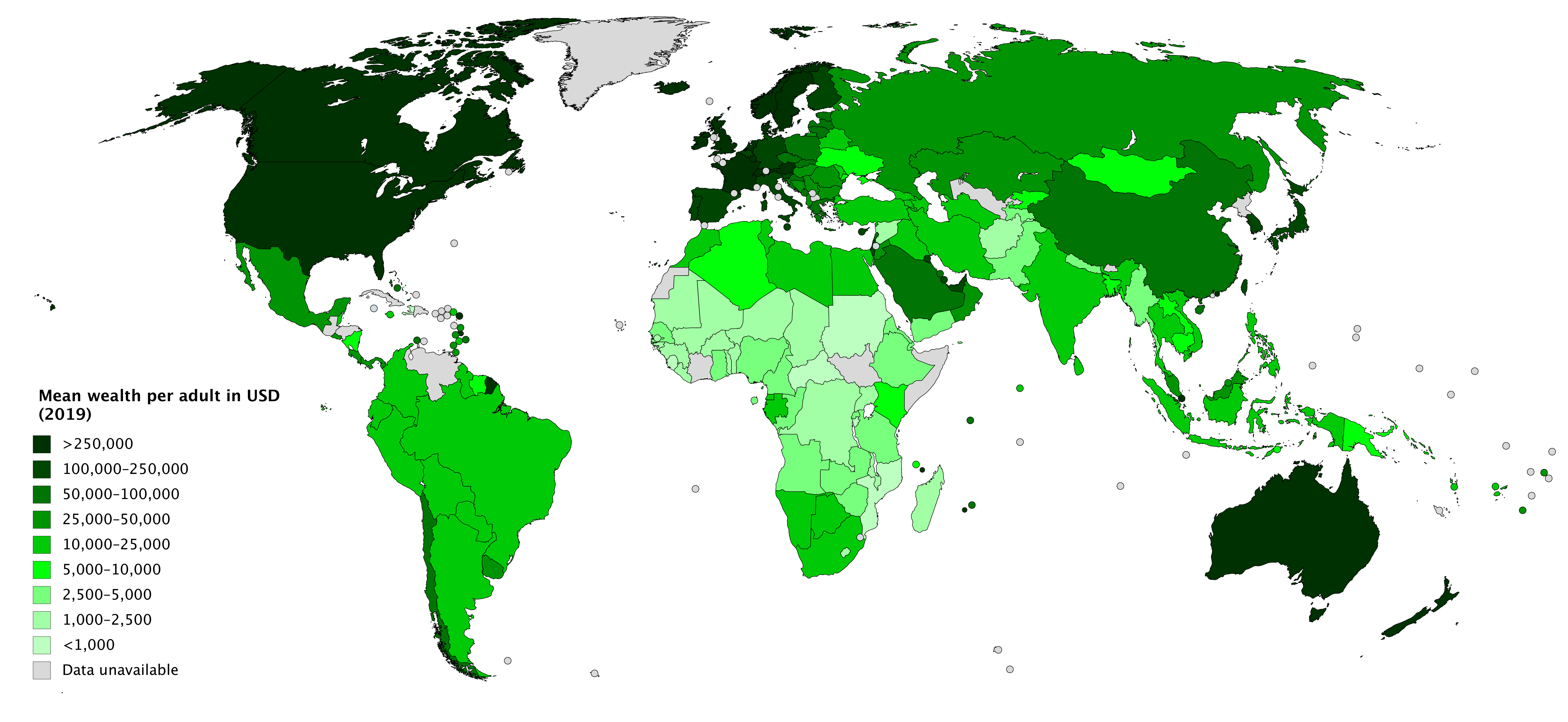

العدالة الاجتماعية مهتمة بالتوزيع العادل اجتماعياً للبضائع. وهو بالعادة متعارض مع العدالة الإجرائية، والتي تهتم بإدارة القانون، بينما تركز العدالة التوزيعية على المخرجات. هذا الموضوع لقي اهتماماً كبيراً في كل من الفلسفة والعلوم الاجتماعية. العدالة التوزيعية تعد أساسية للتعاليم الاجتماعية في الكنيسة الكاثلوكية، والتي أبهرت العديد من الشخصيات العظيمة مثل دوروثي دان  و بوب جون بال الثاني.
في علم النفس الاجتماعي، يتم تعريف العدالة التوزيعية على أنها عدالة الكيفية التي يتم فيها مشاركة وتوزيع الجوائز والتكاليف بين أعضاء المجموعة كما يتصورها الناس. على سبيل المثال، حين يعمل بعض العاملين ساعات أكثر ويحصلون على نفس المردود المادي، ربما يشعر بعض أعضاء المجموعة أن العدالة التوزيعية غير موجودة.
لتحديد ما إذا كان هناك عدالة توزيعية، ينظر الأفراد للسلوكيات المتوقعة داخل المجموعة التي ينتمون لها. إذا كانت الجوائز والتكاليف موزعة للجميع حسب قواعد التوزيع التي حددتها المجموعة، فالعدالة الاجتماعية موجودة.

## أنواع قواعد التوزيع
توجد خمسة أنواع لقواعد التوزيع وهي:
1. المساواة: بغض النظر عن المدخلات، يجدر بجميع أعضاء المجموعة الحصول على حصة عادلة من الجوائز/العقوبات. مبدأ المساواة يعزز أن يحصل الشخص الذي يساهم بمقدار 20% من مصادر المجموعة أن يحصل على نفس المردود كمن يساهم بمقدار 60%.[7]
2. الإنصاف : مردود الأعضاء يجب أن يكون على قدر معطياتهم. ولذلك، الفرد الذي بذل الكثير من المعطيات (على سبيل المثال: وقت ومال وجهد) يجدر أن يكون مردوده من المجموعة أكثر من أولئك الذين لم يبذلوا إلا القليل. الأعضاء في المجموعات الكبيرة يفضلون أن يكون توزيع الجوائز والعقوبان بناء على مبدأ الإنصاف.[8]
3. القوة : الأشخاص الأكثر سلطة ووجاهة أو سيطرة على المجموعة يجدر أن يحصلوا على مردود أكبر من أولئك الذين في المناصب الأدنى.[8]
4. الحاجة : الأشخاص الذين في أمس الحاجة يجدر أن يحصلوا على الموارد التي تساهم في سد حاجاتهم. هؤلاء المحتاجين يجب أن يمدوا بالموارد بدلاً من الأشخاص الذي يمتلكونها بغض النظر عن دى مساهماتهم.[9]
5. المسؤولية : أعضاء المجموعة الذي يملكون معظم الموارد يجب أن يشاركوها مع أولئك الذين يملكون أقل.

## المخرجات
العدالة التوزيعية تؤثر في الأداء حين تكون الكفاءة والإنتاجية ذات ارتباط. تحسين التصورات عن العدالة سيزيد الأداء. سلوكيات المواطنة التنظيمية (OCBs) تعني أفعال الموظفين التي تصب في صالح المنظمة فيما يتعدى حدود مهامه الوظيفية. سلوكيات كهذه تعتمد على الدرجة إلى أي مدى تكون عملية التوزيع عادلة في نظر الموظفين. كلما كانت القرارات والأفعال التنظيمية عادلة، كلما كان الموظفين أكثر استعداداً للمشاركة في عمليات المواطنة التنظيمية. الانطباعات عن العدالة التنظيمية ترتبط كذلك بانسحاب الموظفين من المنظمة.

## الثروة
تضع العدالة التنظيمة في الاعتبار ما إذا كان توزيع المنتجات بين أفراد المجتمع عادلاً في حقبة معينة من الزمن.
ليس كل دعاة مبدأ العواقبية مهتمين بكون المجتمع عادل. الذي يتفقون عليه هو الاهتمام المتبادل للوصول إلى أفضل حلول ممكنة أو -بناء على المثال أعلاه- الطريقة المتاحة لتوزيع الثروة.

## العدالة البيئية
العدالة التوزيعية في محتوى بيئي تعني التوزيع المتساوي للمخاطر والمؤثرات والفوائد البيئية والتقنية. هذه الأعباء تشمل تلوث الهواء، مقالب النفايات، المصانع والأعباء البيئية الأخرى. العدالة التوزيعية تعتبر إحدى المبادئ الأساسية للعدالة البيئية لأن هناك العديد من الأدلة تبين أن هذه الأعباء تسبب أضرار صحية، تؤثر بشكل سلبي على جودة الحياة، وتساهم في انخفاض قيمة الممتلكات.
الآثار الاجتماعة السلبية المحتملة للانحطاط البيئي والقوانين كان ومازال الموضوع الرئيسي لكل النقاشات البيئية منذ بداية ظهور مصطلح العدالة البيئية. تاريخياً، تقع الأعباء البيئية على عاتق المجتمعات الفقيرة التي أغلب سكانها من أصول أفريقية-أمريكية، أمريكان أصليين، لاتنيين وآباشيين.

## في المناصب السياسية
تجادل العدالة التوزيعية إنه المجتمعات تتحمل مسؤولية الأفراد المحتاجين وأن الأفراد عليهم واجب مساعدة الآخرين المحتاجين. المؤيدين للعدالة التوزيعية يربطونها بحقوق الإنسان.
كثير من الحكومات عرف عنها بأنها تتعامل مع إشكالات العدالة التوزيعية بالأخص الدول التي لديها توترات عرقية والأقليات المتمايزة جغرافياً. دولة جنوب افريقيا- بعد الفصل العنصري تعد مثال على إحدى الدول التي تتعامل مع إشكالات إعادة توزيع الموارد بناء على نموذج العدالة التوزيعية.